# 山内リエ
山内 リエ（やまうち リエ、1922年2月15日 - 2000年10月8日）は、日本の陸上競技選手。女子三段跳、走高跳、走幅跳の三種目の元・日本記録保持者。戦中、戦後に世界的な好記録を連発しながら、戦争によってオリンピック参加の道を閉ざされた悲運の女性アスリートである。広島県呉市出身。

## 来歴
小学校5年の春、陸上競技を始める。呉精華高女に進学するが、当時この学校のグラウンドは狭く、走高跳の助走を取るスペースもなく、近くの小学校で我流で練習を積む。跳躍技についての正式な指導を受けたのは女学校4年の時、郷土の先輩・織田幹雄の講習会に参加したのが最初。
1936年、女学校3年15歳の夏を過ぎると、恵まれたバネで飛躍的に記録が伸び、11月に広島市で行われた大会で、走高跳の当時日本最高記録1m52を楽々と飛び、1m55の日本新記録をマーク。前年1935年の記録は全くなく、彗星のように現れた名もない地方の一女学生が全日本の覇座に座ったことで、その出現は次期オリンピック東京大会(1940年)のホープとして騒がれる。
以降、三段跳、走高跳、走幅跳の日本記録を次々に樹立。呉の生んだ"スーパーウーマン"と称されたが、坐骨神経痛の治療もあって1938年誘われて愛知県の中京高等女学校に転校し、中京女子体育専門学校（現・至学館大学）を1939年卒業。卒業後、同校の教員を務めた後、戦中は一時期、呉市に帰郷し終戦後の1945年9月、社員の3分の1を原爆で失った中国新聞社に入社し文化部記者として健筆を振るう。同年12月に東京で行われた日本陸上競技選手権戦後の復活大会は広島代表として参加した。
1946年、京都の菊花女子専門学校に移り同校の教師を務める。この後、1947年12月から1960年10月まで毎日新聞大阪本社運動部に新聞記者として勤務した。このため1948年以降の所属は京都アスリートクラブ。
この間、1939年走高跳で日本の女子選手として初めて1m60を突破。第二次大戦をはさんで1939年から1946年にかけて日本陸上競技選手権走高跳四連覇を含む優勝6回、これは現在も種目別の日本記録。走高跳は自身の日本記録を1m63まで5回に渡り更新した。戦後の1946年に行われた第1回国民体育大会の走高跳で1m61の世界タイ記録を出す。これは2位選手に31cmの大差をつける圧勝であった。
走幅跳も1942年から1948年にかけて日本選手権四連覇を含む優勝6回。1947年には走幅跳で人見絹枝が1929年に出した5m91を抜き、日本の女子選手として初めて6mを突破した。同年この年の世界1位の6m7まで記録を伸ばしたが、これは2位の記録5m76を31cmも引き離すものであった。この年5m77以上を7回跳んでパフォーマンス世界リストの上位を独占した。
1942年は女子200m、短棒投げ、1946年は砲丸投、1947年は五種競技でも日本選手権で優勝した。また女子400mリレーのメンバーとして1938年から1948年まで七連覇。1942年には800メートルリレーでも優勝している。日本選手権通算優勝回数は延べ24回に及び、2012年現在でも日本選手権の最多優勝記録保持者である。
また1939年に京都で行われた西日本陸上競技大会で久しぶりに三段跳びを試み11m48を出し、渡辺すみ子の日本記録11m41を7年ぶりに更新した。
しかし、1940年に予定されて東京オリンピックは戦火のために中止。1944年ロンドンオリンピックも戦争のため中止に。特に戦後の1946年から1948年にかけて走幅跳、走高跳で次々にマークした記録は世界的な好記録でもあり、1948年ロンドンオリンピックには出場すれば金メダルは確実といわれた。しかし日本が戦争当事国であるとの理由でドイツとともに出場できず。このロンドンオリンピックの女子走幅跳の優勝記録は5m68。山内は前年6m7まで記録を伸ばし6m台をコンスタントに出していた。また走高跳でも銅メダルは1m61と山内のベスト記録を下回るものであり、日本女子陸上にとっても惜しいチャンスであった。結局、選手としてピーク時にあった3度に渡るオリンピック出場のチャンスは戦争により閉ざされた。山内は後年、「オリンピックが唯一の励みで頑張っただけに、残念でたまらない。ただ一つの心残りです」と話した。山内と古橋広之進がロンドンオリンピックに出場していたら、メダルを確実に獲得していたといわれる。しかし戦後の混乱期に悪条件を克服しながら次々に樹立した好記録は、荒廃した世相に明るい光を投げかけ、女子陸上界に与えた功績は大きい。
織田幹雄は「山内さんは人見絹枝亡き後のわが国女子陸上界が生んだ偉才である。競技会に出て来た時が悪くて人見さんのように世界記録を作ったり、国際競技界で目覚しい活躍をするということはなかったが、山内さんの競技的実力は人見さんを凌ぐものがある。人見さんに比べて遥かに小さい身長で、あの大記録を作っているのは全く世界の驚異である」と述べた。
1946年朝日体育賞、1949年日本陸連勲功章受賞。
1947年から1960年まで毎日新聞大阪本社運動部に勤務しスポーツ記事に健筆を振るった。

## 著書
- 山内リエ『私の競技史』京都日日新聞、1947年。[注釈 1]
- 『あしの歌』
- 『仰ぐ感激の日章旗』、他